# Gammel Rye
Gammel Rye – miasto w Danii, w regionie Jutlandia Środkowa, w gminie Skanderborg.